# Mulga

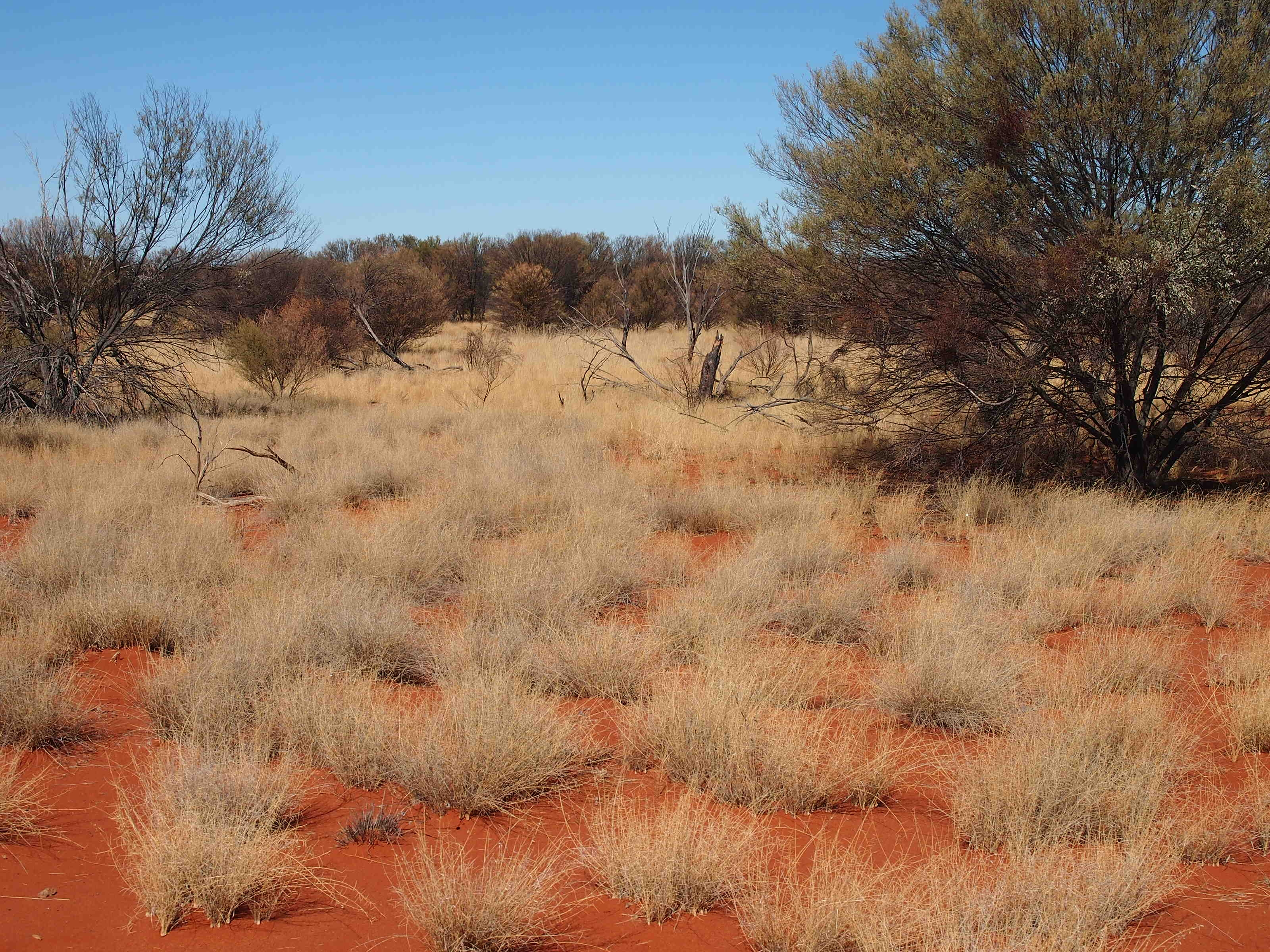
Křoviny mulga v Austrálii

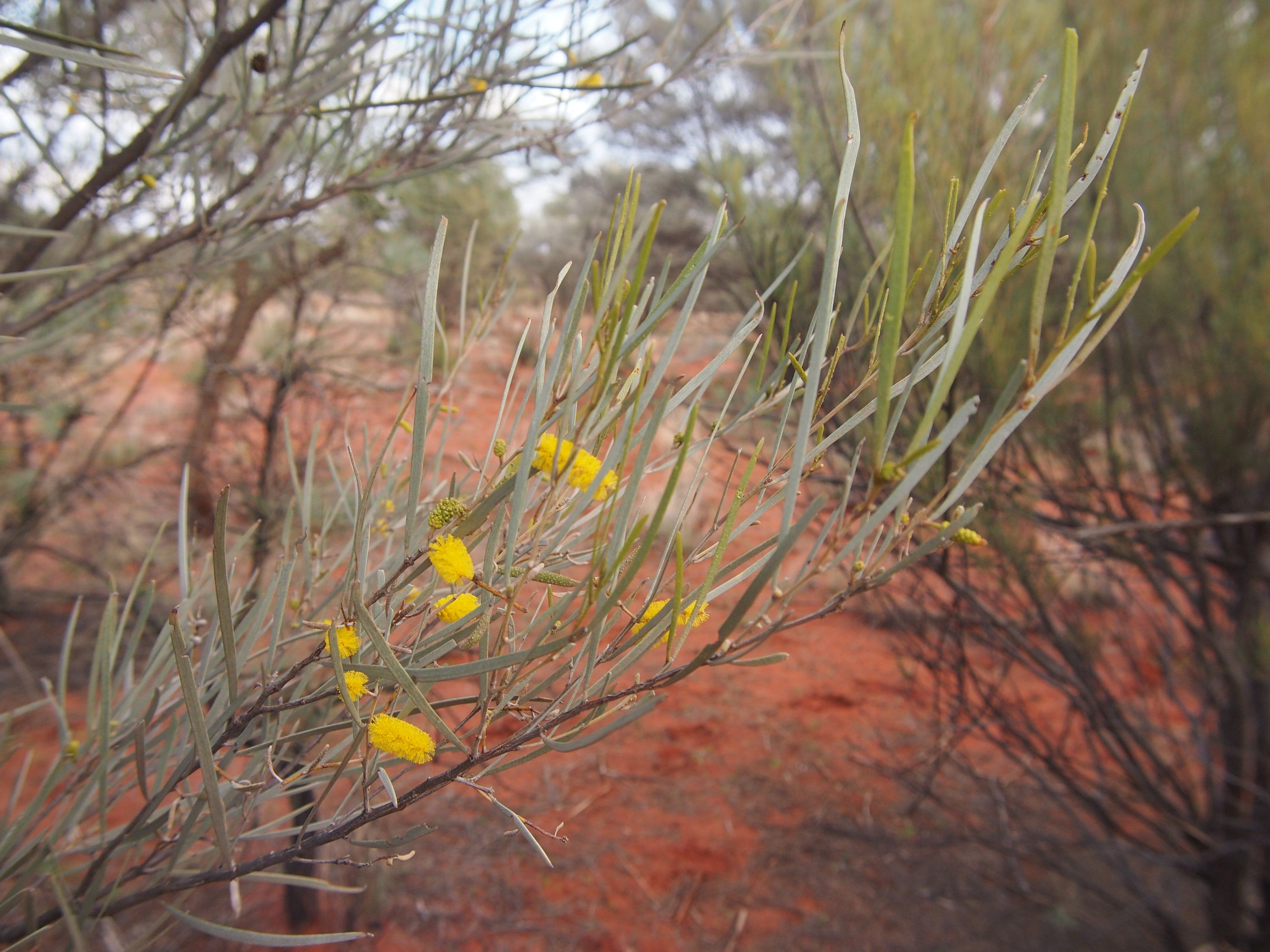
Acacia aneura – detail listů a květů

Mulga je druh biotopu v australském vnitrozemí, složený převážně z řídkých, otevřených lesíků a roztroušených křovin. Dominantními rostlinami jsou zde akácie, především druh Acacia aneura. Rozkládá se v aridních oblastech Austrálie, kde pokrývá velkou část provincií Queensland, Nový Jižní Wales, Jižní Austrálie a Západní Austrálie.
Vegetace v tomto biotopu odpovídá přírodním podmínkám, jimiž jsou sucho, nepravidelné a málo časté srážky a aridní klima rozlehlých vnitrozemských plání s chudými, často písčitými půdami, které jsou prokládány žulovými výchozy, slanisky a místy přecházejí až v polopoušť. Kromě zmíněné akácie Acacia aneura, což je rozložitý keř či menší strom dobře adaptovaný na sucho (nikoli však už na požáry), zde roste například tuhá trsnatá tráva spinifex (Triodia sp.), suchomilné keře z čeledí myrtovitých, hvězdnicovitých a bobovitých, v zasolených pánvích rostliny laskavcovité. Místy se mohou vyskytovat též ostrůvky s příznivějšími vláhovými poměry, v nichž pak vyrůstají eukalyptové háje. Po deštích se v jindy vyprahlé krajině objevují barevné koberce kvetoucích jednoletek, které jsou jinak přítomny pouze ve formě semen v půdní bance.
Faunu této oblasti tvoří ptáci, např. medosavky, někteří papušci, dropovití ptáci rodu Ardeotis nebo emuové. V přírodních rezervacích zde žijí chráněné populace bandikutů zvaných „bilby“ (Macrotis sp.).
Převážná většina oblasti mulgy je neobydlená vzhledem k nehostinným přírodním podmínkám, a je tedy velmi dobře zachovalá. Některé oblasti jsou využívány pro pastvu ovcí a hovězího dobytka.